# Свети Илия (Горни Коритен)
Вижте пояснителната страница за други значения на Свети Илия.
„Свети Илия“ е възрожденска българска църква в село Горни Коритен, община Трекляно.
Църквата се намира в центъра на селото. Построена е през 1865 г. Представлява еднокорабна постройка с полукръгла олтарна апсида. Пред западната стена са издигнати четири колони, свързани с арки. Тези колони поддържат отделението за хора. Иконостасът е с дъсчена направа без резба, изпълнен с растителни орнаменти и е от 1873 г. Иконите са от 1865 г. и са дело на самоковските зографи Захари и Васил Христови Радойкови. В един псалтир, руско издание, от 1858 г. е оставена преписка, че изписването на храма в олтара, свещите и Ширшая небес и небесни вседържател са дело на живописеца Евстатий Попдимитров от село Осой, сега в Северна Македония. В двора на църквата са селските гробища.
Църквата празнува на Илинден, 20 юли.